# Cacopsylla elegantula
Cacopsylla elegantula — вид напівтвердокрилих родини листоблішки (Psyllidae). Вид живиться рослинним соком верби (Salix), зимує на хвойних деревах.  Поширена листоблішка у помірному поясі Європи. Самиці більші за самців, завдовжки 3-4 мм.
Личинки формують ямкоподібні гали на нижньому боці листків верби. При масовому розмноженню викликають курчавість молодих листків.
Поширені по всій Палеарктиці.